# 4480 Nikitibotania
4480 Nikitibotania је астероид главног астероидног појаса чија средња удаљеност од Сунца износи 2,432 астрономских јединица (АЈ).
Апсолутна магнитуда астероида је 13,6.